# Agrilus rubrovittatus
Agrilus rubrovittatus är en skalbaggsart som beskrevs av Waterhouse 1889. Agrilus rubrovittatus ingår i släktet Agrilus och familjen praktbaggar. Inga underarter finns listade i Catalogue of Life.